# Luciana Salazar
Luciana Salazar (phát âm tiếng Tây Ban Nha: [luˈsjana salaˈsaɾ]; sinh ngày 7 tháng 11 năm 1980, Buenos Aires)  là một ca sĩ, người mẫu và diễn viên người Argentina.

## Tiểu sử

### Làm người mẫu
Salazar bắt đầu sự nghiệp với tư cách là một người mẫu từ năm bốn tuổi, khi cô quay quảng cáo truyền hình đầu tiên.  Khi còn là một thiếu niên, cô bắt đầu làm việc như một người mẫu ở Buenos Aires và bắt đầu tham gia các lớp học nhảy và hát.

### Truyền hình
Sự đột phá của cô đến với màn trình diễn của cô trên chương trình truyền hình Poné a Francella.  Năm 2003, cô làm người đưa thông tin một số ghi chú báo chí cho kênh truyền hình Argentina America TV và xuất hiện gây tranh cãi trên Giải thưởng Video âm nhạc MTV Mỹ Latinh, và điều này quảng bá hình ảnh của cô thậm chí nhiều hơn.  Năm 2004, cô đã tham gia vào một chương trình có camera ẩn, trên chương trình truyền hình nổi tiếng của Argentina VideoMatch (sau ShowMatch), trên kênh Telefé, do Marcelo Tinelli tổ chức.
Cô diễn xuất trong loạt phim truyền hình Costumbres argentinas, de las buenas y de las malas (2003), Los Roldán (2004), Amo de casa, Gladiadores de Pompeya.  Cô xuất hiện trên bộ phim Bañeros III, Todopoderosos và trên truyền hình Chile, được kênh Televisión Nacional de Chile mời trong chương trình De Pé a Pá vào ngày 24 tháng 10 năm 2004.  Cô tham gia loạt phim truyền hình khiêu dâm Luli in Love trên Playboy TV.
Trong FIFA World Cup 2006, Salazar đã được bầu chọn là đại diện của đội tuyển bóng đá quốc gia, một vai trò mà nhiều người gọi là "Mẹ đỡ đầu".  Vào ngày 2 tháng 12 năm 2006, cô được giới thiệu tại Telethon của Chile năm 2006 để dẫn một phân đoạn truyền hình có tên là vedetón.

### Nghề người mẫu
Vào tháng 2 năm 2005, Salazar được bầu chọn là Nữ hoàng của Liên hoan bài hát quốc tế Viña del Mar ở Chile và trở thành một nhân vật rất nổi tiếng ở đất nước đó.    Cô tham gia nhiều chương trình thời trang khác nhau, và cùng năm đó, cô là ngôi sao của Abtao Fashion 2005, một sự kiện ở Peru, cùng với 70 người mẫu Peru khác làm người mẫu thiết kế mới nhất. 